# Légny
Légny és un municipi francès situat al departament del Roine i a la regió d'Alvèrnia-Roine-Alps. L'any 2007 tenia 519 habitants.

## Demografia

### Població
El 2007 la població de fet de Légny era de 519 persones. Hi havia 193 famílies de les quals 40 eren unipersonals (15 homes vivint sols i 25 dones vivint soles), 51 parelles sense fills, 73 parelles amb fills i 29 famílies monoparentals amb fills.
La població ha evolucionat segons el següent gràfic:
Habitants censats

### Habitatges
El 2007 hi havia 224 habitatges, 191 eren l'habitatge principal de la família, 13 eren segones residències i 20 estaven desocupats. 182 eren cases i 40 eren apartaments. Dels 191 habitatges principals, 141 estaven ocupats pels seus propietaris, 47 estaven llogats i ocupats pels llogaters i 3 estaven cedits a títol gratuït; 5 tenien una cambra, 9 en tenien dues, 29 en tenien tres, 50 en tenien quatre i 98 en tenien cinc o més. 139 habitatges disposaven pel capbaix d'una plaça de pàrquing. A 73 habitatges hi havia un automòbil i a 109 n'hi havia dos o més.

### Piràmide de població
La piràmide de població per edats i sexe el 2009 era:
| Homes | Edats   | Dones |
| ----- | ------- | ----- |
| 0     | 95 o +  | 0     |
| 0     | 90 a 94 | 4     |
| 4     | 85 a 89 | 0     |
| 0     | 80 a 84 | 0     |
| 4     | 75 a 79 | 8     |
| 12    | 70 a 74 | 4     |
| 4     | 65 a 69 | 8     |
| 12    | 60 a 64 | 16    |
| 12    | 55 a 59 | 8     |
| 20    | 50 a 54 | 8     |
| 16    | 45 a 49 | 12    |
| 12    | 40 a 44 | 16    |
| 16    | 35 a 39 | 20    |
| 28    | 30 a 34 | 28    |
| 8     | 25 a 29 | 4     |
| 16    | 20 a 24 | 4     |
| 28    | 15 a 19 | 16    |
| 16    | 10 a 14 | 12    |
| 16    | 5 a 9   | 8     |
| 16    | 0 a 4   | 16    |

## Economia
El 2007 la població en edat de treballar era de 323 persones, 268 eren actives i 55 eren inactives. De les 268 persones actives 253 estaven ocupades (129 homes i 124 dones) i 15 estaven aturades (5 homes i 10 dones). De les 55 persones inactives 21 estaven jubilades, 22 estaven estudiant i 12 estaven classificades com a «altres inactius».

### Ingressos
El 2009 a Légny hi havia 199 unitats fiscals que integraven 558 persones, la mediana anual d'ingressos fiscals per persona era de 20.067 €.

### Activitats econòmiques
Dels 47 establiments que hi havia el 2007, 1 era d'una empresa alimentària, 2 d'empreses de fabricació d'altres productes industrials, 6 d'empreses de construcció, 9 d'empreses de comerç i reparació d'automòbils, 1 d'una empresa de transport, 2 d'empreses d'hostatgeria i restauració, 1 d'una empresa d'informació i comunicació, 2 d'empreses financeres, 3 d'empreses immobiliàries, 6 d'empreses de serveis, 9 d'entitats de l'administració pública i 5 d'empreses classificades com a «altres activitats de serveis».
Dels 13 establiments de servei als particulars que hi havia el 2009, 1 era un taller de reparació d'automòbils i de material agrícola, 1 autoescola, 2 paletes, 1 guixaire pintor, 1 lampisteria, 1 empresa de construcció, 1 perruqueria, 1 restaurant, 2 agències immobiliàries i 2 salons de bellesa.
Dels 6 establiments comercials que hi havia el 2009, 1 era una fleca, 1 una botiga de roba, 1 una botiga d'equipament de la llar, 1 una botiga de mobles i 2 floristeries.
L'any 2000 a Légny hi havia 13 explotacions agrícoles.

## Equipaments sanitaris i escolars
El 2009 hi havia una escola elemental.

## Poblacions més properes
El següent diagrama mostra les poblacions més properes.